# パズル&ドラゴンズ
『パズル&ドラゴンズ』（パズル アンド ドラゴンズ、英語: PUZZLE & DRAGONS）は、ガンホー・オンライン・エンターテイメントより配信されているiOS・Android・Fireタブレット用ゲームアプリ。略称は『パズドラ』。基本プレイ無料でアイテム課金が存在する（F2P）。2012年2月20日にiOS版、同年9月18日にAndroid版が順次サービス開始。

## 概要
| 2012 | パズル＆ドラゴンズ                                      |
| 2013 | パズドラチャレンジ                                      |
| 2013 | パズドラZ                                               |
| 2014 | パズドラ バトルトーナメント                             |
| 2014 | パズドラZ テイマーバトル                                |
| 2015 | パズル&ドラゴンズ スーパーマリオブラザーズ エディション |
| 2016 | パズドラバトル                                          |
| 2016 | パズドラクロス                                          |
| 2017 |                                                         |
| 2018 |                                                         |
| 2019 |                                                         |
| 2020 | パズドラGOLD                                            |
| 2021 |                                                         |
| 2022 | PUZZLE&DRAGONS Nintendo Switch Edition                  |
| 2023 | パズル&ドラゴンズ ストーリー                            |
| 2024 |                                                         |
| 2025 | パズル&ドラゴンズ ゼロ                                  |

ジャンルは、RPGとパズルゲームを融合させたパズルRPG。プレイヤーキャラクターは持たず、RPG的な要素はモンスターの収集と育成、ストーリーが付随するダンジョンなどである。プレイヤーは最大6体のモンスターで構成されるパーティを編成しダンジョンへ潜入、パズルドロップを消すことによって敵モンスターを攻撃しダンジョンクリアを目指す。プレイヤーが使用できるモンスターは敵モンスターを倒した際の一定確率によるドロップ、ガチャ、関連グッズや雑誌などの特典などによって入手する。ゲーム自体は無料配信されているが、コンティニューやスタミナ回復、レアガチャや使用可能モンスターの上限の拡張などに必要な「魔法石」が有料というアイテム課金（無料配布もあり）となっている。
プレイヤー自身は本ゲームの主人公ではあるが、「冒険者」であるという以上の設定は示唆されていない。本筋となる物語やゲームの最終目的（エンディング）はなく、アップデートで追加されていく高難易度ダンジョンに挑戦したり、手に入れた素材で強力なモンスターをさらに強化したりすることが主なゲームの楽しみ方となる。タイトルに「ドラゴン」を冠し、ゲーム開始時には「世界中のダンジョンを冒険し、伝説のドラゴンを見つけ出そう!」と説明されるが、ドラゴンだけでなく様々なモチーフのモンスターが登場する。ストーリーが語られる要素は長らくなかったが、2019年より特定のモンスターを主人公としたストーリー付きのダンジョンが配信されている。 
リリース当初は1人プレイ専用であったが、2015年12月21日に2人、2017年3月23日に3人での協力プレイが、2021年4月22日より8人での対戦モードが追加された。
2018年4月2日より、本作を題材にしたTVアニメがテレビ東京系列にて放送されている（パズドラ (テレビアニメ)の項目を参照）。

## 開発
本作品のプロデューサーである山本大介は、ハドソンで『エレメンタルモンスターTD』などのゲームを手がけた後、ガンホー入社直後から本作の開発に着手した。音楽は伊藤賢治が担当した。インフラ運用にAWSを採用する。企画のきっかけはスリーマッチパズルとRPGを融合させ、2011年CEDEC AWARDSゲームデザイン部門にノミネートされた『DungeonRaid』というiPhone向けパズルゲームである。ターニングポイントとなったのは、縦向きによる片手操作での手軽さ（親指の可動範囲）であるとしている。また森下一喜社長の天邪鬼な側面もあり、特にソーシャルゲームにおいて重視されているKPIやマネタイズを考慮せずに開発している。
日経トレンディのインタビューにて森下は、『パズドラ』はソーシャルゲームではなく、「強いて言えばオンラインゲーム」と答えている。

### ストーリーダンジョンの導入
本作が配信開始された2012年ごろは「長大なストーリーはスマホ向けゲームではなく、腰を据えるコンシューマ機向けだ」という風潮が強く、ストーリーのない本作はそれに合っていた。やがて、ゲーム機を持たずスマートフォンで遊ぶプレイヤーが増え、かつスマートフォンの性能の改善により細かい文字も見やすくなったことから開発チームはプレイヤーが長大なストーリーを楽しめると判断し、ストーリー付きダンジョンの導入を検討していた。だが、ストーリー付きダンジョンの導入は単なるモードの追加にとどまらず、新たな開発ツールやスクリプトエンジンの準備に時間と労力がかかり、2019年9月のアップデートで初めて「ストーリーダンジョン」として実装された。

本作のプロデューサーの山本大介は、ストーリーダンジョンのシナリオのライターには『パズドラ』に明るい者がふさわしいと判断し、サービス初期からプレイしていた大塚角満を指名した。大塚はハクら3キャラクター分のプロットを参考用に制作したものの、シナリオのライティングに加わった水谷馨と山本大介と3人でブレインストーミングをしながらシナリオの執筆やキャラクターの選定が行われた。大塚は、シナリオの執筆にあたり「初志貫徹したのは、小さい子どもも楽しく読めて、大人が読んでもダレない“王道のストーリーにしよう”ということ。」ということを徹底したとファミ通Appとのインタビューの中で話している。また、ストーリーダンジョンの内容はキャラクターの会話を主体としており、長いセリフだとプレイヤーが疲れてしまうため、1行につき横18文字、最大4行までという制約が設けられた。ただし、文字数を減らそうとするあまり漢字を多用してもプレイヤーが物語を理解しづらくなるため、シンプルで柔らかな文体にするという方針が立てられた。当初はゲーム序盤で選択できるティラを主人公にする提案もあったが、進化が進むにつれてどんどんいかめしくなることから、初めてのストーリーダンジョンの主人公としてはふさわしくないということで却下され、龍喚士・ソニアがストーリーダンジョンの第1弾の主人公に決まった。大塚はその理由として、本作のタイトルキャラクターであるドラゴンを物語出したいと考えたことと、かわいらしい少女が良いと判断したことを前述のインタビューの中で明らかにしている。また、このインタビューに同席していた山本は選定の決め手として、かつて人気のあったソニアに再び活躍の場を与えたいと考えていたことを挙げており、威厳のあるドラゴンをボスキャラクターに据えたことも明らかにしている。前述のテキスト数の制約に加え、物語の中でキャラクターが進化することに加え、属性やスキルの関係性も考慮する必要があった。さらに、ダンジョンをいかにして楽しんでもらえるかということについてもさらに話し合う必要があったため、ゲキヤス青木と三浦祐樹がライティングチームに加わえられ、ゲームの進行に合わせて一部のキャラクターは性能の調整が行われた。山本はストーリーダンジョンの導入によって本作の間口を広げたいという考えから、青木たちに対し「初級は誰でもクリアできる程度の難易度にし、ボス戦であっても地獄級程度にしてほしい」と話し、コンボ吸収など初心者が難しいと感じるであろうギミックは極力弱めに設定するよう指示を出した。
そこから、キャラクターの見せ場や進化素材を探す場面の追加など、開発チームからの要望を加えた結果、最終的には21話構成となった。

## 評価

### 受賞
「MCFモバイルプロジェクト・アワード2012」モバイルコンテンツ部門最優秀賞、「CEDEC AWARDS 2012」ゲームデザイン部門最優秀賞、「ファミ通アワード2012」6冠、「2013年上半期ヒット商品ベスト30」（「2013年ヒット商品ベスト30」）2位、「日本ゲーム大賞2013」年間作品部門特別賞・経済産業大臣賞、「ベストチーム・オブ・ザ・イヤー2013」を受賞した。

### 反響
本作は無課金で遊び続けることも可能ではあるが、日本のApp Storeのアプリ内課金の売り上げにおいて2012年の年間1位、ある調査では2012年のGoogle Playにおける売り上げで世界一になるなど、大きな収益性を持っている。
本作の大ヒットはガンホーの業績にも大いに貢献し、ガンホーの2012年12月期連結決算で売上高が前年比2.7倍の258億円、経常利益が前年比6倍の93億円と大幅に向上した。また創業以来初めてモバイルゲーム部門の売り上げがPCオンラインゲーム部門を上回るなど、これまで「ラグナロクオンライン」に依存してきたガンホーの収益構造を大きく変化させた一因になった。
2013年3月7日、ジャストシステムがユーザー900人に行ったアンケート結果を発表した。週5日以上プレイするアクティブユーザー率は77.5%、課金経験者は35.9%などのデータが示されたが、ガンホーはこの内容を否定する報道発表を行った。
雑誌フライデーダイナマイト 2013年3月14日増刊号「ファミコン30周年 ゲームの歴史を作った選り抜き50作」では、最古が「スペースインベーダー」から最新がこの作品であった。ライター・さやわかが文章込みで選出。理由は「コンプガチャが問題化した課金が良心的で上級者なら無料で遊べるバランス。子供に安心できるソーシャルゲーム」と答えていた。
Google上級副社長のアンディ・ルービンは2013年4月16日に東京都内で行われた講演において、パズドラユーザーの課金決済によってGoogleの決済インフラが逼迫する「パズドラ・エフェクト」が毎月発生していると述べた。
MMD研究所の2013年の調査によると、スマートフォン所有者（15歳以上）の人気が高かったゲームは「パズル＆ドラゴンズ」（22.6％）だった。
スマートフォン向けにパズドラのゲームシステムや画面レイアウトを露骨に模倣したゲームが複数出現した。

### 業界への影響
ソーシャルゲーム（モバイルゲーム）はGREE（グリー）・Mobage（ディー・エヌ・エー）のSNSプラットフォームに依存する場合が多く、その場合は携帯キャリアへの手数料1割も含めると4割の手数料を支払う必要があった。しかし、本作はApp Store・Google Playでガンホーが直接配信しており、この場合は3割の手数料となる。SNSプラットフォームを「中抜き」した作品が大ヒットしたことで、業界において画期的な存在となった。手数料以外の面でも、そもそもガンホーの森下一喜社長には、ゲームへの思いなどで「彼ら（GREE・Mobage）とは合わない」という気持ちがあった。
また、本作品はその記録的ヒットにより他社模倣タイトルが多くリリースされている。

## 対応機種
以下はすべて日本国内版の内容である。
iOS（iPhone・iPad・iPod touch）
2012年2月20日にリリース。Android版がリリースされるまでは唯一の対応機種だった。
Android
2012年9月18日にリリース。当初は、正規の方法では決められた対応端末以外にインストール不可能だったが、2012年12月14日から端末によるインストール制限が解除された。推奨端末として各キャリアのスマートフォン、Google Nexusなどがサポートされている。Google Play版のほか、auゲーム版も配信されている。
Fireタブレット
2013年1月11日より、Kindle Fire・Kindle Fire HD向けにAmazon.co.jpのアプリストアで専用のバージョンが配信されていた。
2023年8月14日をもって配信を終了した。2024年10月15日14時にサービスを終了する予定。

## 配信国
本作は日本国外向けのバージョンも配信されている。日本版とは別アプリとなり、イベントやコラボレーションの内容や、実施スケジュールが異なる場合がある。対象国外からアプリをダウンロードすることはできない。
日本
リリース日は前述の通り。
北米（米国およびカナダ）
2012年11月8日に英語版としてiOS版を先行リリース、同年12月10日にAndroid版がリリース。2016年5月10日、1000万ダウンロードを突破したことが発表された。
韓国
2012年12月10日にAndroid版が、2013年1月21日にiOS版がリリース。
欧州（7カ国）
2013年10月16日にリリース。2018年12月10日にサービスを終了。
香港・台湾
2014年1月23日にAndroid版、同年3月3日にiOS版がリリース。アプリ内の言語は日本語となっている。
中国本土
「智龙迷城」のタイトルで、2016年7月19日にAndroid版、7月20日にiOS版がリリース。2014年12月にTencentと提携して共同開発することが発表され、2度のリリース延期を経ての公開となった。Android版はTencentが提供するWeixin/WechatおよびモバイルQQプラットフォームから配信されていた。リリースから約8か月後の2017年3月15日をもってサービスを終了した。

## ゲームシステム

### バトル
ゲームの主目的は、所持するモンスターでパーティ（チーム）を組んだプレイヤーがダンジョンに潜入し、出現した敵モンスターをパズルによって撃破して、クリアすることである。
ダンジョンは複数の「バトル」で構成されており、各バトルにつき1組の敵モンスターのグループが出現する。パズルによる攻撃で敵モンスターのHPを0にすると撃破でき、グループを全滅させると次のバトルへ進む。最終バトルにはボスモンスターがおり、撃破し全滅させることでダンジョンクリアとなる。
敵の攻撃などによってプレイヤーのHPが減少し、0になるとゲームオーバー（コンティニューしない場合はダンジョンから退出）となる。
バトルは、プレイヤーと敵のターンが交互に行われる。プレイヤーのターンでは、パズルの操作を1ターンにつき1回行い、その結果によって敵への攻撃や自分のHPの回復が行われ、ターン終了となる。その次は敵のターンとなる。それぞれの敵モンスターには行動までの残りターン数が表示されており、残りターン数が0になった敵は、プレイヤーに攻撃などの行動をする。
プレイヤーのモンスターはそれぞれ固有のスキルを持っている。パズルで何も消せなかった場合を除いて使用可能までのターン数が減少していく。プレイヤーのターンでは、パズルを操作する前に使用可能となったスキルを発動させて、さまざまな効果を得られる。スキルを使用してもターンは終了せず、複数のスキルを連続で発動したり、スキル発動後にパズルを操作したりできる。
プレイヤーが攻撃する際に敵が複数体いる場合、攻撃の対象は自動で選択される。任意の敵をタップしてターゲットし、その敵を狙っての攻撃もできる。
ダンジョンをクリアすると経験値とコイン（お金）が獲得できる。道中に敵を倒した際に宝箱（コインが入っている）や卵（モンスターが入っている）がドロップすることがあり、その開封もクリア後に行われて、中身を獲得できる。クリアできずにダンジョンから退出した場合は、道中で手に入れたすべてのアイテムは一切入手できない。

### パズル
プレイヤーはマッチ3ゲーム方式のパズル画面（以降「盤面」と表記）をタッチパネルで操作する。
盤面は通常、横6×縦5マスで構成されており、各マスにはドロップと呼ばれるパズルブロックが敷き詰められている。ダンジョンによっては、盤面が5×4マスに縮小、または7×6マスに拡張されている場合がある。特定モンスターのリーダースキル（後述）によっては、ダンジョンにかかわらず7×6マスに拡張できる。
従来のマッチパズルゲームは隣り合った1マスにしか動かせないが、本作は自由に動かせるのが特徴。プレイヤーは、盤面の中から任意の1個のドロップを動かす操作を1ターンにつき1回だけ行える。動かしたいドロップをタッチし、指を離さずに周囲の8方向に隣接したドロップにドラッグして動かすと、お互いの位置を入れ替えることができる。ドロップが固定されるまでは、連続して隣接した場所に動かせる。動かしはじめてから（最初の入れ替えが起きてから）ドロップから指を離すか、一定の制限時間が経過すると、ドロップが固定されて操作は終了となる。ドロップに触れても、入れ替える前であれば指を離してキャンセルできる。
ドロップは、同じ種類を縦か横に3つ以上直列に並べることによって消滅する。リーダースキルの効果によって、その必要数が4つ以上または5つ以上になる場合がある。基本的なドロップとして、通常のドロップと、回復ドロップがある。
通常のドロップは、火（赤色）、水（青色）、木（緑色）、光（黄色）、闇（紫色）の5色があり、消すと、その属性（色）に応じたプレイヤーのモンスターが敵に攻撃をする。5つ以上（直列だけでなく、十字型、L字型などを含む）並べた場合、その属性の攻撃の対象が敵全体となる。また、回復ドロップは、消すとプレイヤーのHPを回復できる。
ドロップが消滅して空いた隙間は、上にあるドロップが落下して埋められる。
1回のパズル操作で、直列に並べたドロップの組を複数作ったり、消滅後に落下したドロップでさらに直列に並んだりすると「コンボ」となり、コンボの数に応じて攻撃量と回復量が増加する。これは落ち物パズルの連鎖に近いシステムだが、本作の場合は複数組を同時に消した場合でも、それぞれがコンボとしてカウントされる。また、画面上部から補充されたドロップでのコンボを「落ちコン」という。
通常のドロップを並べて消していき、ダンジョンにあらわれた敵モンスターへの攻撃を繰り返すのが基本となる。
一部のモンスターは、ドロップを別の種類に変化させるスキルを持っている。回復ドロップを各属性のドロップに変化させて攻撃力を上げるなど、パズルとバトルの間に密接な連携と戦略性が生まれている。またドロップの種類が限定される、回復ドロップが出現しない、前述の通り盤面のサイズが異なるなど、特殊なルールが設定されたダンジョンが存在する。 
難易度が高いダンジョンでは、以下のようにドロップをプレイヤーにとって不利なものに変換したり、パズルの邪魔をする効果を付与したりすることがある。
- お邪魔ドロップ - 消しても何も起こらないドロップ。
- 毒や猛毒ドロップ - 消すとプレイヤーのHPが減るドロップ。
- 爆弾ドロップ - 消しても何も起こらないが、パズルの操作で残すことで、上下左右のドロップを巻き込んで爆発し、プレイヤーが一定割合のダメージを受けるドロップ。
- 暗闇ドロップ - ドロップの効果は変わらないが、真っ黒になり色の判別ができなくなる。形状での判別は可能。ドロップを動かしてその場から離れると解除される。
- 超暗闇ドロップ - 暗闇ドロップと同じく真っ黒になるが、ドロップを動かしても解除されず、解除には一定ターン経過させる必要がある。
- トゲドロップ - 各色のドロップにトゲがついている状態。トゲドロップを動かすと最大HP4%分のダメージを受ける。

※ダンジョンのボスを倒した際に、爆弾ドロップや毒、猛毒ドロップでHPが0になった場合、ゲームオーバー判定になる。そこでコンティニューすれば、ダンジョンクリアとなる。

### モンスター
バトルで戦闘に参加したり、強化の素材となったりするキャラクターは、味方・敵にかかわらずモンスターと呼ばれる。その中には（おもに他作品とのコラボレーションによる）人間のキャラクターや、（強化素材としての）生物ではない物体など、本来のモンスターの定義にはあてはまらないものも含まれるが、本ゲームではモンスターという呼称で統一されている。
プレイヤーは、ダンジョンのドロップやガチャなどでモンスターを入手し、モンスターBOXの所持枠数の範囲内で複数を所有できる。入手したモンスターは、ダンジョンに挑むためのチームを編成するか、別のモンスターを強化するための素材として使用する。
後述のレアガチャなど、課金アイテムの魔法石が必要なガチャでしか手に入らないモンスターもいるが、魔法石は無課金でも手に入るため、本作では入手にゲーム内の課金が必須となるモンスターは存在しない。ただし、入手が書籍付属のシリアルコードのみに限定されるモンスターは存在する。
モンスターの多くは静止画で、比較的最近のものは2Dアニメーションが実装されている。自分のチームのモンスターは、バトル中や一覧画面ではアイコンで表示される。世界各地の神話を題材にしたものが多く、複数のイラストレーターが作画を担当しており、様々な世界観や作風、および他作品とコラボレーションしたモンスターが混在している。バージョン21.9（2024年12月）時点で約12000種類のモンスターが登場する。
能力
味方モンスターにはタイプ・属性・レベル・HP・攻撃力・回復力・コスト・スキル・スキルレベル・リーダースキル・覚醒スキル(潜在覚醒スキル)といったパラメーターが設定されている。敵モンスターにはHP・属性・攻撃力・防御力のパラメーターが設定されている。
味方モンスターのHPと回復力は、バトルにおいては個別に持たず、パーティーに編成したモンスターの合計がプレイヤーの数値として一括で扱われる。攻撃を受けて合計HPが0になるとゲームオーバー（ダンジョンクリア失敗）となり、味方モンスターが1体ごとに死亡することはない。
タイプ
1モンスターにつき、最低1個、最大3個まで設定されている。バージョン5.1から最大2個に、バージョン8.2から最大3個となり、既存のモンスターの一部にサブのタイプが付加された。
バランスタイプ、体力タイプ、攻撃タイプ、回復タイプ
HP、攻撃力、回復力のステータスのどれが高い傾向にあるのかを示していたが、最近ではこの差はなくなってきている。
ドラゴンタイプ、悪魔タイプ、マシンタイプ
それぞれ、ドラゴンや竜、悪魔、機械をモチーフとしている。
神タイプ
神話に登場する神をモチーフとしている。
進化用モンスター、強化合成用モンスター、能力覚醒用モンスター
それぞれ、モンスターを進化、強化、覚醒スキルを発動させるための素材となる。ほとんどはレベルが1のままで成長しない。
売却用モンスター
売却するとモンスターポイントが多めに手に入る。

#### 属性
属性は、火（赤色）・水（青色）・木（緑色）・光（黄色）・闇（紫色）の5つがある。各モンスターは、後述の例外を除き、主となる属性を持つ（主属性）。
火・水・木は三すくみで強弱の関係がある。火属性は木属性に強く、木属性は水属性に強く、水属性は火属性に強い。強い側の属性は、与えるダメージが2倍、受けるダメージが半分になる。弱い属性はその逆であり、受けるダメージが2倍、与えるダメージが半分になる。
光属性と闇属性は、互いの属性へのダメージが2倍になる。弱い属性はなく、ダメージが半分になることはない。
属性によるダメージ補正はプレイヤーの攻撃のみに適用され、敵モンスターからの攻撃には適用されない。ただし、スキルやリーダースキルによって特定の属性のモンスターからのダメージを減少または無効化できる。

#### 副属性
モンスターによっては、2つ目の属性（副属性）を持つ。主属性と副属性が同じものもいる。主属性の扱いは通常のモンスターと同じ。特定の属性を対象とするスキルやリーダースキルは副属性も対象となる。副属性のドロップを消しても攻撃できるが、その攻撃力は主と副が異なる場合は1/3、同じ場合は1/10となる。属性縛りのダンジョンは副属性にも適用される。
2020年9月からは、副属性のみを持つモンスターも登場している。この副属性の攻撃力は、本来の主属性と同じになる。
バージョン5.3以降、副属性を持つモンスターはダンジョンの敵としても出現する。主属性と副属性が異なる敵モンスターのHPゲージは半分を境に2色で表示され、HPが半分以下になると、その敵の属性が主属性から副属性に変わる。
2023年2月からは、3つ目の属性（第3属性）を持つモンスターも登場している。第3属性での攻撃は攻撃力の1/20のダメージを与えることができる。

#### プラス値（+値）
HP、攻撃力、回復力に「プラス値」と呼ばれる修正値を付与すると、その能力値が追加で上がる。各能力値に+99ずつ、1体のモンスターに合計+297が最大値。
|                 | HP   | 攻撃力 | 回復力 |
| --------------- | ---- | ------ | ------ |
| プラス値1当たり | +10  | +5     | +3     |
| 最大            | +990 | +495   | +297   |

#### チーム編成
プレイヤーは最大5体のモンスターでチームを編成する。左端のモンスターはリーダーとなり、残り4体はサブメンバーとなる。リーダーはチームに必須のため、0体のチームにはできない。さらに、ダンジョン潜入前に「助っ人」として、フレンドなどからリーダーのモンスター1体を借りられ、これを含めてパーティーとなる。助っ人はいなくてもダンジョンには潜入できる。
コスト
モンスターは各々にコストが設定されており、プレイヤーには「チームコスト」と呼ばれるコスト上限値がある。チームのモンスターの総コストはチームコストを超過できない。チームコストはプレイヤーのランクアップによって増える。モンスターのコストはレベルの成長では変動しないが、進化すると変動する。助っ人は総コストに含まず、チームコストの影響を受けない。8周年のアップデート時に、コストが無制限になる「コスト∞バッジ」が実装された。
リーダースキル
リーダーと助っ人に編成したモンスターは「リーダースキル」と呼ばれる能力が発動する。ダメージやステータスを補正するものなど、効果によってはリーダーと助っ人で重ねがけが可能。
助っ人
ダンジョンに入る際、ほかのプレイヤーが持っているモンスターを1体借りられるシステム。
- 冒険者（フレンドではないプレイヤー）からは使用中のリーダーを借りられるが、誰がリストアップされるかはランダムである。初期は、冒険者の助っ人はリーダースキルが発動しなかった。
- フレンドからは、使用中またはチーム1のリーダーを、そのフレンドが一定時間以内（1〜14時間、ランク差が大きいと短くなる）にログインしている場合に一度だけ借りられる。もう一度借りるには、そのフレンドが再度ログインする必要がある。
- 親友は、その親友のログインから24時間以内であれば、使用中、チーム1、チーム2のいずれかのリーダーと、そのプレイヤーが最後に使ったリーダーのモンスターを何度でも借りられる。

### モンスターの育成
プレイヤーは、所有しているモンスターをさまざまな方法で強化できる。レベルを上げるだけでなく、進化させて1段階強いモンスターにできるほか、より強いモンスターにするための強化や進化の手段が多数用意されており、本ゲームの特徴のひとつとなっている。実装時期が古いなどの理由であまり強いとされないモンスターでも、アップデートで新たな進化が実装されたり、既存の進化形態に強化が入ることで強さを取り戻すこともある。

#### パワーアップ合成
他のモンスターを合成することで、モンスターの経験値を上げてレベルアップができる。同属性のモンスターを合成した場合は、経験値が1.5倍になる。また、経験値が1.5倍になる「大成功」、2倍になる「超成功」がランダムで発生する。
パワーアップするモンスターのレベルと、素材の数に応じた額のコインが必要になる。
プラス値を持ったモンスターを素材にすると、付与されているプラス値は合成元に合算される。

#### 進化合成
最大レベルに達したモンスターは、素材となる進化合成用モンスターを使用して進化合成ができる。進化をすると強力なモンスターに変わる。進化元・進化先・進化素材の組み合わせはあらかじめ決まっている。通常の進化合成では、レベルは1に戻る。進化前と進化後が同一のスキルを持つ場合、スキルレベルは引き継がれるが、異なる場合はスキルレベルは引き継がれずリセットされる。
究極進化
特定のモンスターと素材の組み合わせにより、特殊な進化を遂げる。通常の進化合成とは異なり、モンスターのレベルは引き継がれ、能力値もほとんど変化しないが、リーダースキルがより強力になる。組み合わせによっては、リーダースキルや主属性も変化し、能力値も大幅に上がることもある。究極進化の組み合わせが複数あるモンスターもおり、追加で実装された進化は「究極分岐」もしくは「分岐究極進化」と呼ばれる（平均2〜3通り、最大7通り）。
アシスト進化
モンスターによっては、究極進化の代わりにアシスト進化ができる。アシスト進化したモンスターは、他のモンスターにアシストすることで、ステータスや覚醒スキルを付与できる。
ドット進化
究極分岐のひとつで、進化用モンスター「ドットリット」を用いて行う。モンスターの絵がドット絵になり、アニメーションするようになる。全般的にダメージ無効貫通か、特定の部分に尖った能力を持っている。原作がドット絵であるゲームとのコラボキャラの場合は、原作と同じドット絵になる。
超究極進化（超究極）
究極進化したモンスターをさらに究極進化させられる。究極分岐の代わりに用意される。究極進化に比べ、獲得が難しい進化素材を要求される。
究極覚醒進化（覚醒）
神タイプのモンスターの最終進化形。超究極と異なり、進化合成後時点での究極分岐の選択肢として用意されている。現時点では実装時期が古く、すでに究極分岐や超究極進化が用意されているモンスターが対象になっている。通常の究極進化や超究極との違いは、使用素材に後述の降臨ダンジョンボスモンスターを使用すること、そして所持スキルが変更され、元のスキルレベルがリセットされることである。
退化
進化用モンスター「リット」5色各1体ずつを素材にし、進化させたモンスターを1段階前に戻す。スキル内容が変わる場合、スキルレベルはリセットされる。
完全転生進化・超転生進化（超転生）
究極進化したモンスターの一部にある進化形態。通常進化と同じくレベルを最大にして、指定の進化素材を合成することで進化でき、モンスターのレベルは1に戻る。進化させたあとは「完全退化」でしか前の状態に戻せなくなる。さらに転生進化させる「超転生進化」も同様。
完全退化
進化用モンスター「モドリット」を素材にし、1回以上進化しているモンスターを未進化（ベース）の状態に戻せる。ベースのモンスターに戻るだけでなく、レベルやスキルレベル、覚醒、プラス値など、成長や育成に関わる要素もすべてリセットされる。

#### エクストラ強化
パワーアップ合成において、一定条件下のモンスターを素材に選択することで、レベルが上がる以外の特別な強化が発生する。また、ゲーム内の「エクストラ強化」のメニューから、目的別の専用画面によって少ない手間でそれらが行える。当初は「モンスター強化」という名称で、バージョン17.0で改称された。
スキルレベルアップ合成
ベースと同じか専用の強化合成用モンスターを素材にすることでスキルレベルがアップする。レベルアップによって能力が変わることはないが、スキル発動までに必要なターンが減る。
+強化
プレイヤーが所有している「プラスポイント」（+ポイント）を使って、モンスターにプラス値を付与できる。プラスポイントの使用はエクストラ強化メニューからのみ可能。
プラスポイントは、モンスターのダンジョンでまれに出現する、+マークがついたモンスターの卵を入手したとき（プラスポイント実装以前は、入手したモンスターに直接プラス値がついていた）や、プラス値を持っているモンスターを売却したとき、および特定のダンジョンクリア時に入手できる。
覚醒
Ver.6.0で追加されたシステム。一部のモンスター（主に進化後や究極進化前のモンスター）は「覚醒スキル」という特殊能力を持っており、覚醒スキルが解放されていれば、リーダースキルのように常時効果を発揮する。1体につき2〜9個の覚醒スキルを所持しており、ステータス画面でどのようなスキルを所持しているかを確認できる。覚醒スキルを発動させるには、能力覚醒用モンスターか、合成元と同じモンスターを「パワーアップ合成」で合成させる必要がある。
潜在覚醒
バージョン8.4.1で追加。各種「潜在たまドラ」をパワーアップ合成の素材として合成することで、追加の覚醒スキルを付与できる。モンスター1体あたり6個まで付けられ、最大数を超えて合成する場合は既存の潜在覚醒の中から選んで上書きできる。超転生、または超究極進化しているモンスター、一部のモンスターに「潜在たまドラ☆枠開放」を合成することで最大8個まで付けられるようになる。
レベル限界突破、レベル超限界突破
強化合成用モンスターである「スーパーノエルドラゴン」を素材にすることで、特定の最大レベル99のモンスターのレベル上限をレベル110まで上げられる。また、バージョン19.0からは、レベル110のモンスターに10億コインと「スーパーノエルドラゴン」5体を使用することで、「レベル超限界突破」としてレベル上限をさらに120まで上げられる。これは、ただパラメータが上昇するだけでなく、超限界突破したモンスターのみ使用できる専用の潜在覚醒を使用できる。
超覚醒
プラスポイントを使用して、レベル限界突破した一部のモンスターに振り分けられた覚醒スキル（基本3つ、１～10個）のうち1つを抽選で付与できる。繰り返せば、さらに別の能力に変更できる。

#### アシスト
覚醒スキルを全て開放するとモンスター一覧のアイコンに緑と金の✪がつくが、それが金のモンスターは、アシストの素材にできる。アシストにはコインが必要となる。アシストをすると、ベースに、素材のステータス、スキル、覚醒スキル（一部モンスター）が付与される。新しいスキルは、「スキル2」として、従来の「スキル1」が使用可能になったあと、さらにアシストしたモンスターのスキルターンを溜めることで使用可能となる。アシストは、いつでも取り外せる。

### ダンジョン
本ゲームのバトルやパズルはすべてダンジョンの中で行われる。ダンジョンの一覧から挑戦したいダンジョンを選択して、潜入することになる。期間限定で配信されるダンジョンも多い。多くは1つのダンジョンが複数のステージ（フロア）で構成されており、全てのステージを初めてクリアすると魔法石を1つ入手できる。ダンジョンという名称だが、中は一本道であり、道が分岐するなど迷宮としての要素はない。
ノーマルダンジョン
ゲーム開始時から挑めるダンジョン。敵モンスターは通常攻撃のみを行う。クリアすると次のダンジョンに挑めるようになる。リリース当初は「魔王の城」までが存在し、順次ダンジョンが追加され「獄練の闘技場」で完結した。ノーマルダンジョンのボスモンスターはドロップすることもある。
テクニカルダンジョン
ランクが10以上になると出現するダンジョン。敵モンスターがスキルを使用してくることがある。クリアすると次のダンジョンに挑めるようになる。また「イーリスの虹の丘」をクリアすると、リーダースキル無効・属性強化など様々な条件が課される制限付きダンジョンが出現する。ボスは一部を除いて卵をドロップしない。
スペシャルダンジョン
期間限定で開催されるダンジョン。初級・中級・上級・超級・地獄級・超地獄級・絶地獄級・超絶地獄級・壊滅級・超壊滅級・絶壊滅級などの難易度（コラボダンジョンなど一部では表記が異なることがある）が用意されている。スペシャルダンジョンの中にもノーマルとテクニカルがあり、テクニカルは敵がスキルを使用する。
1〜2週間限定のスペシャルダンジョン
「伝説龍」「天空龍」などのシリーズや、後述する他のゲームとのコラボダンジョンなどが実施される。ここでしか入手できないモンスターが登場する。
曜日ダンジョン（曜日闘技場）
曜日替わりで出現するダンジョン。それぞれ特定の進化用モンスターの卵を中心に手に入る。
プレゼントダンジョン
クリスマス、バレンタインデーなどのイベント時に実施される、1度きりでクリアできるダンジョン。簡単に倒せるレアモンスター1体のみが出現し、そのモンスターとクリア報酬として魔法石1個がもらえる。
無限回廊
全50バトルで構成されているノーマル仕様のダンジョン。スタミナ消費なしで何度でも挑戦できるが、クリアしても経験値・モンスターの卵・コイン、友情ポイントが手に入らず、コンティニューはできない。実装当初は友情ポイントを入手できたが、無限に友情ポイントを入手できる不具合のため廃止された。クリア後に特殊ルールの無限回廊と「真・無限回廊」が追加される。
真・無限回廊、絶・無限回廊、超絶・無限回廊
全30バトルで構成されているテクニカル仕様のダンジョンで、敵がスキルを使用する。クリアしてもアイテム類は得られず、コンティニュー不可であるのは無限回廊と共通。一部のフロアでは単体出現する敵が数種類の中からランダムで登場する。クリア後に特殊ルールの真・無限回廊と、出現敵モンスターが異なる「絶・無限回廊」が追加される。「絶」のクリア後には敵のステータスが上がった「超絶・無限回廊」が追加される。
超壊滅・無限回廊
「真・無限回廊」をクリアすると開放される、全30バトルのテクニカル仕様ダンジョン。ほかの無限回廊と同様にアイテム類の獲得はなくコンティニュー不可だが、イベント中はクリアで「チィリンドラゴンの奇石」が入手できる。無限回廊としてはもっとも難易度が高い。
ゲリラダンジョン
24時間以内で不定期に実施されるダンジョン。実施することは、通常は当日の朝に告知される。
経験値・進化素材・+卵稼ぎダンジョン
特定の時間帯のみ発生する「星宝の遺跡」など、パワーアップ合成で莫大な経験値を得られたり、進化に使えたりするモンスターや、+卵を入手できる。初期にはアクセスが殺到してサーバー障害の原因になったため、ユーザーを複数の組に分けて時間帯を分散させる仕組みが導入されていた。
降臨ダンジョン
通常1日周期、24時間（イベント時を除く）限定で開催される。貴重なモンスターの入手が可能。
ランキングダンジョン
他のユーザーとスコアを競い合い、順位（参加者全体に対する割合区分）に応じた報酬がもらえる。上位1～10%（開催ごとに変わる）に入ると王冠が手に入り、その数によってユーザー名の横の属性アイコン形状が変化する。
マルチプレイダンジョン
2〜3人で交代・順番にパズルを操作する「協力」と、8人でスコアを競う「対戦」がある。「2人でガッツリ」ではHPは参加者の合計値になり、一部の覚醒スキルについては両者のものが共有される。「3人でワイワイ」では各プレイヤーが個別にHPを持ち、覚醒スキルは共有されないなどルールが異なる。3人用のダンジョンを2人で挑戦することも可能。「3人でワイワイ」中にゲームオーバーとなりコンティニューしなかった場合、残ったプレイヤーを観戦できる（最後まで観戦しても報酬は得られない）。「8人でスカッと」は、8人で並行してダンジョンをプレイし、制限時間内に獲得したスコアをプレイヤー間で競う。
ストーリーダンジョン
特定のモンスターが主人公として描かれているダンジョン。バトルの前後に会話シーンが挿入され、ストーリーが展開される。
チャレンジダンジョン、クエストダンジョン
期間限定の難易度別ダンジョン。Lv1〜Lv10までといくつかの降臨ダンジョンが存在する。クリアしたダンジョンのレベルにあわせて報酬がメールで送られてくる。

### 魔法石
本ゲームの課金アイテム。後述のパズドラパスを除き、課金する場合はこの魔法石を購入して、それを対象の箇所で使用することになる。無償で配布されることも多い。

#### 入手方法
- ダンジョンを初クリアすることによって1個入手できる。
- 頻繁に実施される特別イベントで全ユーザーにプレゼントされる。
- サーバー障害や不具合の発生時にお詫びとして配布されることがある（通称「詫び石」）。
- 購入する場合、1個あたり60〜120円ほどで、まとめ買いにより単価は異なる。各プラットフォームのアプリ内課金の仕組みを用いて販売されている。

#### 用途
レアガチャなど
魔法石を5〜20個使用して引けるガチャ（後述）で、強力なモンスターを入手できる。
コンティニュー
ゲームオーバーとなったダンジョン内で魔法石1個を使用すると、HPが全回復して続きをプレイできる。サービス開始当初は、魔法石の使い道の大半を占めていた。
スタミナ回復
魔法石1個で全回復する。回復前に残っていた分のスタミナはオーバーフローし、最大値を下回るまで自動回復しない。その場合「(最大値)＋/(最大値)」と表示される。
モンスターBOXの拡張
所持できるモンスターは初期は最大200体だが、魔法石1個で所持可能数を5枠拡張できる。
フレンド数の拡張
フレンド数の上限はプレイヤーランクの上昇に伴って50までは自動的に増えるが、それ以上に増やすには魔法石を使用する必要がある。魔法石1個で5枠拡張でき、最大で400まで拡張可能。

### ガチャ
友情ガチャを除き、魔法石を消費して強力なモンスターを入手できる。イベントによって限定のモンスターが出現するほか、所定の回数を無料で引けることもある。
ドラゴン型のガチャマシーンの左手を下げると、投げられた魔法石をパクっと食べて、お腹の蓋が開いてモンスターの卵が出てくるという演出が行われる。卵はレア度によって色やデザインが異なり、演出中でも中身を推測できるようになっている。このガチャマシーンは「ガチャドラ」という名前が付いており、ガチャの種類によってデザインが異なる。特に他作品とのコラボレーションをテーマにしたガチャでは、作品のイメージに合わせた特殊な専用デザインとなる。
友情ガチャ
フレンドを助っ人に使う・使われる、毎日のログインボーナスなどで付与される友情ポイントが500貯まると引けるガチャ。特定のイベント時には進化用モンスターなどが出現することがある。
レアガチャ
魔法石5個で1回引ける、レア度☆5以上のモンスターが出現するガチャ（当初は☆3以上だった）。常に属性別でモンスターが出やすくなるカーニバルがある。
神タイプや限定モンスターが出やすくなるゴッドフェスと呼ばれるイベントガチャもあった。
スーパーゴッドフェス
魔法石7～20個で1回引ける。進化前ではなく、進化後のモンスターが出現する。期間限定モンスターも対象になることがある。基本+297、フル覚醒でレベルも最大か99〜120の間になっている（レベルはガチャごとに統一されている）
コラボレーションガチャ
後述のコラボレーション期間に登場するイベントガチャ。魔法石5〜7・10個で1回引ける。
プレミアムガチャ
ランク20になった際、一度だけフレンド1人に「プレゼント」を贈る機能があり、それによって両者が1回だけ引けるガチャ。本来1回きりではあるが、リセットが度々行われている。
メモリアルガチャ
ランク150、250、500、700、800、900、1000、1100になった際、一度だけ引くことができる。レア度☆5以上の（フェス限定モンスターを含む）モンスターが出現する。なお、各メモリアルガチャで出現するモンスターのラインナップは異なる。プレミアムガチャと同じく度々リセットが行われ、その時点で達成しているランクのメモリアルガチャをそれぞれ一度ずつ引くことができる。
動画視聴で1回ガチャ！
動画視聴で1回、最大で4回ガチャを引ける。ラインナップはスーパーゴッドフェスのモンスターや、高難易度ダンジョンでドロップするモンスター、強化合成用モンスターなど様々。
期間限定イベントで1日10回引けるようになることもある。

### パズドラパス
月額980円で自動更新される有料サービス（サブスクリプション）。魔法石の購入ではなく、サービスに対して直接課金する。iOS版、Android版でのみ利用可能。初回のみ1週間無料お試しができる。
パズドラパス専用ダンジョンが利用できる、チーム編成枠が5枠追加される、獲得するランク経験値が5%アップする、降臨ダンジョンや曜日ダンジョンが常に配信されて挑戦できる、「コスト∞バッジ」にドロップの操作時間が3秒延びる効果が追加されるという特典が得られる。
パズドラパス専用ダンジョンは有効期間中日替わりで配信され、日によってレアな素材が確定でドロップしたり、特殊なガチャを引ける権利を獲得したり、大量のコインやランク経験値、モンポ、プラスポイントがもらえたりできる。また、どのダンジョンでもクリア報酬として魔法石1個がもらえる。イベントとして特定日のダンジョンクリア報酬に豪華報酬が追加される場合がある。

### その他のシステム
プレイヤーの属性
ゲームを最初からプレイするとき、パートナーとして3体（火属性、水属性、木属性。御三家とも呼ばれる）のドラゴンの中から最初の1体としてに手に入れるモンスターを選択するが、そこで選んだドラゴンの属性はプレイヤーの名前の左に常に表示される。一度選択した属性の変更はできない。また、ランキングダンジョンで王冠を獲得すると形状が王冠に変わり、獲得個数に応じて変化していく。これらは表示のみの変化であり、ゲーム内容には一切影響しない。
ランク
プレイヤー自身のランク（レベル）。ダンジョンをクリアして得られる経験値が一定値を超えるとランクアップし、スタミナ、コスト、フレンド数の最大値が上昇する。当初は999が最大だったが、2015年6月23日に到達者が現れたため、到達記念イベントが行われ、ランク1000以上が解放された。2025年1月現在、ランク2200を超えるプレイヤーが存在する。
スタミナ
ダンジョンに入るために必要で、入ると消費し、足りなければ入れない。消費量はダンジョンごとに決まっており、高難易度ほど多い。当初は10分1スタミナ回復だったが、アップデートを重ね3分経過するごとに1ずつ回復するようになった。ランクアップ時は最大値が増えるとともに、最大まで回復する。また、魔法石を1個消費して、現在値を持ち越したうえで最大値と同じ量を回復できる。また、1日に2回、動画視聴をすることでスタミナを全回復させることができる(毎日4時に更新。）
コイン
ダンジョンのクリアで入手でき、モンスターの合成などに使用される。所持上限は1兆 (999,999,999,999) までだが、表示上は10億でカンストし、超過すると「999,999,999＋」と表示される。バージョン19.0のアップデート後にコイン所持上限が明らかとなり、コイン表示の長押しで10億以上の桁が見えるようになった。
フレンド
プレイヤー同士でフレンド登録ができる。フレンドになると、助っ人としてお互いのモンスターを借りられるうえ、もらえる友情ポイントが増える。
親友
ランク50になると、フレンドの中から親友を一人選択できる。本来は一度きりだが、選択回数は不定期にリセットされる（これまでの親友を維持したまま、別のフレンドを親友にできる）。親友にすると、相手に選択されたことが通知される。親友同士は助っ人の制限が緩和され、1日1回だけ助っ人による友情ポイントが100ポイントになる。
メール
ゲーム内でフレンドとショートメッセージをやり取りできる。この機能を使って運営から特別イベント時のプレゼントや障害の補填等も受け取れる（運営への連絡はできない）。
モンスター図鑑
2023年9月のVer.20.9アップデートから、未遭遇のモンスターアイコンが「透明」で表示されるようになり、モンスターアイコンを長押ししてモンスターの図鑑画面を見ることができるようになった。「？」のモンスターアイコンは未実装のモンスターである。
モンスターポイント（モンポ）、モンスター購入
モンスターを売ると手に入るポイントを使って、進化素材やモンスター購入限定モンスターなどを買える。限定モンスターや一部の特別なモンスターは、必要なモンポが多めに設定されている。
モンスター交換所
モンスターとモンスターを交換できる場所。進化、強化素材などや、コラボやイベントのような期間限定のラインナップもある。
セーブデータ、ユーザーID
ゲームの進行状況はサーバー側に保存され、ログイン情報は端末のセーブデータに保存される。アプリをはじめて起動すると、数字9桁のユーザーIDが発行され、サポートの際に必要となる。またバージョン5.1からサポート時に本人を特定するための「秘密のコード」（変更不可）が発行されるようになった。端末の故障やアプリ削除でログイン情報を失った場合、これらを用いてガンホーのサポートに問い合わせるとデータの復旧対応が受けられる。
データ引き継ぎ（機種変更）
iOS端末間ではiCloudのバックアップ・復元機能を利用した引き継ぎが可能。Android端末間では2013年3月のアップデートでGoogleアカウントとの紐付けの引き継ぎに対応した。当初は同一OS以外へのデータ引き継ぎはできなかったが、2013年9月に異なるOS間の引き継ぎが発表された。1度異なるOSへの引き継ぎを行った場合、30日間は引き継ぎを行うことが出来ない。

## パズドラW
『パズル&ドラゴンズ』アプリ内にあったサブゲームモード。2014年7月29日に追加された。
2体のたまドラと呼ばれる仲間を、ダンジョンやガチャで得られるアバター（アバたま）できせかえし、冒険する。フレンドや魔法石は共通。
2020年7月6日実施のVer.18.4アップデートをもって削除された。
きせかえ
『パズル&ドラゴンズ』とは違い、スキルはダンジョン中に出る特別なドロップをタッチして使う。このドロップには種類があり、どの種類が出やすくなるかはきせかえで決まる。アバターは頭、胴体、下半身につけることができフレンドと合わせて2体でダンジョンに挑む。同じアバターを入手するとレベルが上がる。
ダンジョン
通常ステージ、悪魔ステージ、スペシャルステージがあり、スペシャルステージと悪魔ステージはある条件を満たすと出現する。スペシャルステージではイベントも開催され、悪魔ステージは通常より難しくなっている。通常ダンジョンを進めることで『パズル&ドラゴンズ』と連動した魔法石を手に入れることもできる。
ガチャ
ステージのクリアで入手できるメダルで引くことができる。5000メダルガチャと50000メダルガチャの2種類があり、50000メダルガチャの方がレアなアバターを入手しやすい。

## コラボレーション
パズドラでは以下のタイトルとコラボレーションを行い、期間限定ダンジョンやモンスターを配信している。
| コラボレーション                                            | 期間                                   |
| ----------------------------------------------------------- | -------------------------------------- |
| 太鼓の達人                                                  | 2012年8月13日から8月26日               |
| エミル・クロニクル・オンライン                              | 2012年9月10日から9月24日               |
| ぐんま                                                      | 2012年10月8日から22日                  |
| クリスタル・ディフェンダーズ（第1弾）                       | 2012年11月12日から11月25日             |
| エミル・クロニクル・オンライン（第2弾）                     | 2012年12月                             |
| クリスタル・ディフェンダーズ（第2弾）                       | 2012年12月24日から2013年1月6日         |
| ぐんま（第2弾）                                             | 2013年1月                              |
| クリスタル・ディフェンダーズ（第3弾）                       | 2013年2月20日から3月3日                |
| 太鼓の達人（第2弾）                                         | 2013年3月                              |
| 森羅万象チョコ                                              | 2013年4月                              |
| カピバラさん                                                | 2013年4月                              |
| ガンホー                                                    | 2013年4月                              |
| エミル・クロニクル・オンライン（第3弾）                     | 2013年4月                              |
| エヴァンゲリオン                                            | 2013年5月                              |
| クリスタル・ディフェンダーズ（第4弾）                       | 2013年6月19日から6月21日               |
| クラッシュ・オブ・クラン                                    | 2013年6月                              |
| ぐんま（第3弾）                                             | 2013年6月                              |
| エミル・クロニクル・オンライン（第4弾）                     | 2013年6月                              |
| 森羅万象チョコ（第2弾）                                     | 2013年7月                              |
| ガンホー（第2弾）                                           | 2013年7月                              |
| グルーヴコースター                                          | 2013年8月                              |
| ぐんま（第4弾）                                             | 2013年8月                              |
| モンハン商店 アイルーでバザール                             | 2013年9月30日から10月13日              |
| 富山県高岡市                                                | 2013年9月                              |
| ドラゴンズドグマ                                            | 2013年9月                              |
| ガンホー（第3弾）                                           | 2013年9月                              |
| エミル・クロニクル・オンライン（第5弾）                     | 2013年9月                              |
| BATMAN ARKHAM KNIGHT（第1弾）                               | 2013年10月30日から11月13日             |
| 森羅万象チョコ（第3弾）                                     | 2013年10月                             |
| サーティーワン・アイスクリーム                              | 2013年10月                             |
| クラッシュ・オブ・クラン（第2弾）                           | 2013年10月                             |
| クリスタル・ディフェンダーズ（第5弾）                       | 2013年11月29日から12月8日              |
| アングリーバード                                            | 2013年11月                             |
| 富山県高岡市（第2弾）                                       | 2013年11月                             |
| エミル・クロニクル・オンライン（第6弾）                     | 2013年11月                             |
| ハンターハンター バトルオールスターズ （第1弾）             | 2013年12月23日から2014年1月5日         |
| サーティーワン・アイスクリーム（第2弾）                     | 2013年12月                             |
| カピバラさん（第2弾）                                       | 2013年12月                             |
| エミル・クロニクル・オンライン（第7弾）                     | 2013年12月                             |
| モンハン商店 アイルーでバザール（第2弾）                    | 2014年2月17日から2月23日               |
| ドラゴンズドグマ クエスト                                   | 2014年3月10日から3月16日               |
| BATMAN ARKHAM KNIGHT（第2弾）                               | 2014年3月17日から3月30日               |
| クラッシュ・オブ・クラン                                    | 2014年4月7日から4月13日                |
| ドラゴンボール改                                            | 2014年6月2日から6月15日                |
| BATMAN ARKHAM KNIGHT（第3弾）                               | 2014年8月4日から8月10日                |
| ビックリマン（第1弾）                                       | 2014年8月25日から9月7日                |
| ドラゴンボール改（第2弾）                                   | 2014年9月22日から10月5日               |
| モンスターハンター4G（第3弾）                               | 2014年10月6日から10月12日              |
| ANGRY BIRDS EPIC                                            | 2014年10月20日から11月2日              |
| ドラゴンボール改（第3弾）                                   | 2014年12月29日から2015年1月11日        |
| ビックリマン（第2弾）                                       | 2015年1月19日から1月25日               |
| 北斗の拳（第1弾）                                           | 2015年2月4日から2月18日                |
| クリスタル・ディフェンダーズ（第6弾）                       | 2015年2月23日から3月8日                |
| ドラゴンボール改（第4弾）                                   | 2015年3月16日から3月29日               |
| FINAL FANTASY（第1弾）                                      | 2015年4月27日から5月10日               |
| ハローキティワールド                                        | 2015年5月25日から5月31日               |
| 聖闘士星矢                                                  | 2015年6月1日から6月7日                 |
| 攻殻機動隊                                                  | 2015年6月15日から6月21日               |
| デュエル・マスターズ（第1弾）                               | 2015年6月22日から7月5日                |
| ビックリマン（第3弾）                                       | 2015年7月13日から7月19日               |
| ハンターハンター バトルオールスターズ（第2弾）              | 2015年7月20日から8月2日                |
| EVANGELION : 3.33                                           | 2015年8月24日から9月6日                |
| モンハン日記 ぽかぽかアイルー村DX（第4弾）                  | 2015年9月7日から9月13日                |
| BATMAN ARKHAM KNIGHT（第4弾）                               | 2015年9月14日から9月20日               |
| サーティワンアイスクリーム                                  | 2015年9月21日から9月27日               |
| 進撃の巨人（第1弾）                                         | 2015年9月28日から10月11日              |
| 北斗の拳（第2弾）                                           | 2015年11月2日から11月8日               |
| パズドラバトルトーナメント ラズール王国とマドロミドラゴン   | 2015年11月16日から11月22日             |
| 週刊少年サンデー（第1弾）                                   | 2015年11月23日から12月6日              |
| DCコミックス                                                | 2015年12月7日から12月13日              |
| カピバラさん                                                | 2016年1月11日から1月17日               |
| 神羅万象チョコ                                              | 2016年1月11日から1月17日               |
| デュエルマスターズ（第2弾）                                 | 2016年1月18日から1月24日               |
| クローズWORST（第1弾）                                      | 2016年1月25日から2月27日               |
| ラグナロクオンライン                                        | 2016年2月18日から2月22日               |
| BLEACH（第1弾）                                             | 2016年2月22日から3月6日                |
| クリスタル・ディフェンダーズ（第7弾）                       | 2016年3月14日から3月20日               |
| FINAL FANTASY（第2弾）                                      | 2016年3月21日から4月3日                |
| 週刊少年サンデー（第2弾）                                   | 2016年4月25日から5月8日                |
| 逆転裁判6                                                   | 2016年6月6日から6月12日                |
| デュエル・マスターズ（第3弾）                               | 2016年6月27日から7月3日                |
| るろうに剣心 -明治剣客浪漫譚-（第1弾）                      | 2016年7月11日から7月24日               |
| 北斗の拳（第3弾）                                           | 2016年8月1日から8月7日                 |
| BATMAN ARKHAM KNIGHT（第5弾）                               | 2016年8月22日から8月25日               |
| キン肉マン（第1弾）                                         | 2016年8月29日から9月11日               |
| デュエル・マスターズ（第4弾）                               | 2016年9月15日から9月18日               |
| モンハン日記 ぽかぽかアイルー村DX（第5弾）                  | 2016年10月3日から10月8日               |
| FINAL FANTASY（第3弾）                                      | 2016年11月21日から12月14日             |
| BLEACH（第2弾）                                             | 2016年12月5日から12月18日              |
| 北斗の拳（第4弾）                                           | 2017年1月9日から1月15日                |
| 週刊少年サンデー（第3弾）                                   | 2017年1月16日から1月29日               |
| クローズWORST 打威鳴舞斗（第2弾）                           | 2017年2月6日から2月12日                |
| るろうに剣心 -明治剣客浪漫譚-（第2弾）                      | 2017年2月27日から3月12日               |
| マガジンオールスターズ（第1弾）                             | 2017年3月27日から4月9日                |
| ビックリマン（第4弾）                                       | 2017年4月1日（10:00から23:59）         |
| モンスターハンター（第1弾）                                 | 2017年5月1日から5月14日                |
| 進撃の巨人（第2弾）                                         | 2017年6月5日から6月19日                |
| ビックリマン（第5弾）                                       | 2017年6月19日から6月26日               |
| FINAL FANTASY（第4弾）                                      | 2017年7月17日から7月31日               |
| キン肉マン（第2弾）                                         | 2017年8月14日から8月28日               |
| モンスターハンター（復刻・通算2回目）                       | 2017年8月24日から9月4日                |
| デュエル・マスターズ（第5弾）                               | 2017年10月16日から10月23日             |
| るろうに剣心 -明治剣客浪漫譚-（第3弾）                      | 2017年10月30日から11月13日             |
| 鋼の錬金術師 FULLMETAL ALCHEMIST（第1弾）                   | 2017年11月27日から12月11日             |
| KOF’98（第1弾）                                             | 2017年12月25日から2018年1月8日         |
| モンスターハンター（第2弾）                                 | 2018年1月22日から2月5日                |
| 週刊少年サンデー（第4弾）                                   | 2018年3月5日から3月19日                |
| 幽☆遊☆白書（第1弾）                                         | 2018年3月26日から4月9日                |
| クローズWORST（第3弾）                                      | 2018年4月9日から4月23日                |
| ペルソナ（第1弾）                                           | 2018年4月27日から5月11日               |
| るろうに剣心 -明治剣客浪漫譚-（第4弾）                      | 2018年5月14日から5月28日               |
| マガジンオールスターズ（第2弾）                             | 2018年5月28日から6月11日               |
| デュエル・マスターズ（第6弾）                               | 2018年6月18日から6月25日               |
| マジック:ザ・ギャザリング（第1弾）                          | 2018年6月25日から7月9日                |
| 実況パワフルプロ野球（第1弾）                               | 2018年7月16日から7月30日               |
| KOF’98（復刻・通算2回目）                                   | 2018年7月24日（24時間限定）            |
| 銀魂（第1弾）                                               | 2018年8月20日から9月3日                |
| 週刊少年サンデー（第5弾）                                   | 2018年10月8日から10月22日              |
| 鋼の錬金術師 FULLMETAL ALCHEMIST（第2弾）                   | 2018年10月24日から11月7日              |
| ソードアートオンライン アリシゼーション（第1弾）            | 2018年11月5日から11月19日              |
| 仮面ライダー（第1弾）                                       | 2018年12月3日から12月17日              |
| 妖怪ウォッチ ワールド（第1弾）                              | 2018年12月24日から2019年1月7日         |
| 劇場版Fate Stay night HF（第1弾）                           | 2019年1月7日から1月21日                |
| ストリートファイターV CE                                    | 2019年2月18日から3月4日                |
| 幽☆遊☆白書（第2弾）                                         | 2019年3月11日から3月25日               |
| モンスターハンター（第3弾）                                 | 2019年3月25日から4月8日                |
| マクドナルド（第1弾）                                       | 2019年4月3日から4月16日                |
| クローズWORST（第4弾）                                      | 2019年4月8日から4月15日                |
| 週刊少年サンデー（第6弾）                                   | 2019年4月15日から4月22日               |
| マクドナルド（第2弾）                                       | 2019年4月17日から5月7日                |
| シャーマンキング（第1弾）                                   | 2019年4月22日から5月6日                |
| キン肉マン（第3弾）                                         | 2019年5月20日から6月3日                |
| モンスターハンター（復刻・通算5回目）                       | 2019年6月7日から6月9日                 |
| 進撃の巨人（第3弾）                                         | 2019年6月10日から6月24日               |
| 妖怪ウォッチ ワールド（復刻・通算2回目）                    | 2019年6月24日から7月1日                |
| FINAL FANTASY（第5弾）                                      | 2019年7月1日から7月15日                |
| デュエル・マスターズ（第7弾）                               | 2019年8月12日から8月19日               |
| 実況パワフルプロ野球（第2弾）                               | 2019年8月19日から8月26日               |
| モンスターハンター（第4弾）                                 | 2019年8月26日から9月9日                |
| マガジンオールスターズ（第3弾）                             | 2019年9月16日から9月30日               |
| 北斗の拳（第5弾）                                           | 2019年9月30日から10月14日              |
| クローズWORST（復刻・通算5回目）                            | 2019年10月4日から10月5日（24時間限定） |
| 劇場版 新幹線変形ロボ シンカリオン 未来からきた神速のALFA-X | 2019年11月18日から12月2日              |
| 仮面ライダー（第2弾）                                       | 2019年12月9日から12月23日              |
| 遊☆戯☆王デュエルモンスターズ（第1弾）                       | 2019年12月30日から2020年1月3日         |
| ソードアートオンライン アリシゼーション（第2弾）            | 2020年1月20日から2月3日                |
| 妖怪ウォッチ ワールド（第3弾）                              | 2020年2月10日から2月24日               |
| ミッキー&フレンズ                                           | 2020年3月2日から3月16日                |
| 銀魂（第2弾）                                               | 2020年3月16日から3月30日               |
| BLEACH（第3弾）                                             | 2020年3月30日から4月13日               |
| シャーマンキング（第2弾）                                   | 2020年5月11日から5月25日               |
| Devil May Cry                                               | 2020年5月25日から6月8日                |
| クローズWORST（第5弾）                                      | 2020年6月8日から6月15日                |
| エヴァンゲリオン                                            | 2020年6月29日から7月13日               |
| 僕のヒーローアカデミア（第1弾）                             | 2020年7月13日から7月27日               |
| ペルソナ（第2弾）                                           | 2020年7月27日から8月10日               |
| モンスターハンター（第5弾）                                 | 2020年8月31日から9月14日               |
| 劇場版Fate Stay night HF（第2弾）                           | 2020年9月14日から9月28日               |
| KOF’98（第2弾）                                             | 2020年9月28日から10月12日              |
| ガンホー（第1弾）                                           | 2020年10月12日から10月26日             |
| 鬼滅の刃                                                    | 2020年10月27日から11月10日             |
| チャンピオンオールスターズ（第2弾）                         | 2020年11月10日から11月24日             |
| 仮面ライダー（第3弾）                                       | 2020年12月7日から12月21日              |
| ガンホー（第2弾）                                           | 2020年12月21日から2021年1月4日         |
| 〈物語〉シリーズ（第1弾）                                   | 2021年1月4日から1月18日                |
| 富士見ファンタジア文庫 レジェンド                           | 2021年1月25日から2月8日                |
| MARVEL（第1弾）                                             | 2021年2月22日から3月8日                |
| ストリートファイターV CE（第2弾）                           | 2021年3月8日から3月22日                |
| 劇場版Fate Stay night HF（第3弾）                           | 2021年3月22日から4月5日                |
| モンスターハンター（第6弾）                                 | 2021年3月25日から3月27日               |
| SAMURAI SPIRITS                                             | 2021年4月26日から5月10日               |
| ガンホー（第3弾）                                           | 2021年5月17日から5月31日               |
| クローズWORST（第6弾）                                      | 2021年6月7日から6月14日                |
| 遊☆戯☆王デュエルモンスターズ（第2弾）                       | 2021年6月28日から7月12日               |
| デュエル・マスターズ（第8弾）                               | 2021年7月12日から7月26日               |
| 呪術廻戦                                                    | 2021年7月26日から8月9日                |
| ドラゴンクエスト ダイの大冒険（第1弾）                      | 2021年8月30日から9月13日               |
| STAR WARS（第1弾）                                          | 2021年9月18日から10月2日               |
| サンリオキャラクターズ（第1弾）                             | 2021年10月4日から10月18日              |
| 新テニスの王子様                                            | 2021年10月25日から11月8日              |
| マガジンオールスターズ（第4弾）                             | 2021年11月8日から11月22日              |
| 幽☆遊☆白書（第3弾）                                         | 2021年11月22日から12月6日              |
| チャンピオンオールスターズ（第3弾）                         | 2021年12月6日から12月20日              |
| ワンパンマン                                                | 2021年12月27日から2022年1月10日        |
| 妖怪ウォッチ ワールド（第4弾）                              | 2022年1月10日から1月24日               |
| ウルトラマン（第1弾）                                       | 2022年1月24日から2月7日                |
| ゴーちゃん。                                                | 2022年2月20日から2月28日               |
| ドラゴンクエスト ダイの大冒険（第2弾）                      | 2022年3月7日から3月21日                |
| ハンターハンター（第3弾）                                   | 2022年3月28日から4月11日               |
| 週刊少年サンデー（第7弾）                                   | 2022年4月11日から4月25日               |
| 僕のヒーローアカデミア（第2弾）                             | 2022年4月25日から5月9日                |
| 北斗の拳（第6弾）                                           | 2022年5月9日から5月23日                |
| 〈物語〉シリーズ（第2弾）                                   | 2022年5月23日から6月6日                |
| クローズWORST（第7弾）                                      | 2022年6月6日から6月13日                |
| STAR WARS（第2弾）                                          | 2022年6月13日から6月27日               |
| キングダム                                                  | 2022年7月2日から7月16日                |
| ウルトラマン（第2弾）                                       | 2022年7月18日から8月1日                |
| MARVEL（第2弾）                                             | 2022年8月15日から8月29日               |
| ONE PIECE FILM RED                                          | 2022年9月1日から9月12日                |
| ガンホー（第4弾）                                           | 2022年9月19日から10月3日               |
| サンリオキャラクターズ（第2弾）                             | 2022年10月3日から10月17日              |
| モンスターハンター（第7弾）                                 | 2022年10月21日から11月7日              |
| 仮面ライダー（第4弾）                                       | 2022年12月5日から12月19日              |
| ジョジョの奇妙な冒険                                        | 2022年12月26日から2023年1月9日         |
| ドラゴンクエスト ダイの大冒険（第3弾）                      | 2023年1月23日から2月6日                |
| ガンダムシリーズ                                            | 2023年2月21日から3月11日               |
| ガンホー（第5弾）                                           | 2023年3月8日から3月22日                |
| 遊☆戯☆王シリーズ                                            | 2023年3月20日から4月3日                |
| マジック・ザ・ギャザリング（第2弾）                         | 2023年4月17日から5月1日                |
| SPY×FAMILY                                                  | 2023年6月26日から7月10日               |
| 電撃文庫（第1弾）                                           | 2023年9月15日から9月29日               |
| 初音ミク（第1弾）                                           | 2023年8月31日から9月4日                |
| チェンソーマン                                              | 2023年11月27日から12月11日             |
| ハンターハンター（第4弾）                                   | 2024年1月12日から1月29日               |
| 初音ミク（第2弾）                                           | 2024年2月19日から2月25日               |
| ドラゴンズドグマ（第5弾）                                   | 2024年3月1日から3月15日                |
| 僕のヒーローアカデミア（第3弾）                             | 2024年3月15日から4月1日                |
| ガンダムシリーズ（第2弾）                                   | 2024年4月18日から5月6日                |
| 転生したらスライムだった件                                  | 2024年5月24日から6月10日               |
| 電撃文庫（第2弾）                                           | 2024年6月10日から6月24日               |
| ウルトラマン（第4弾）                                       | 2024年6月24日から7月8日                |
| コードギアス                                                | 2024年7月19日から8月5日                |
| MARVEL（第5弾）                                             | 2024年8月5日から8月19日                |
| モンスターハンター（第10弾）                                | 2024年8月31日から9月16日               |
| サンリオキャラクターズ（第4弾）                             | 2024年9月16日から9月30日               |
| 呪術廻戦（第2弾）                                           | 2024年10月1日から10月18日              |
| デジモンアドベンチャー                                      | 2024年10月18日から11月4日              |
| ディズニーピクセルRPG（第2弾）                              | 2024年11月4日から11月18日              |
| ガンホー（第27弾）                                          |                                        |
| 週刊少年マガジン                                            | 2024年12月1日から12月15日              |
| GA文庫                                                      | 2024年12月20日から2025年1月6日         |
| ガンホー（第28弾）                                          |                                        |
| ガンダムシリーズ（第3弾）                                   | 2025年5月20日から3月10日               |
| ハイキュー                                                  | 2025年3月21日から4月7日                |
| 名探偵コナン＆真･侍伝YAIBA                                  | 2025年4月18日から5月5日                |
| ガンホー（第29弾）                                          | 2025年5月12日から5月26日               |

## 関連作品
グッズとしては、時計、フィギュア（クレーンゲームの景品を含む）、ステッカーコレクション、スマートフォンケースなどが公式・公認グッズとして販売されている。
パズドラチャレンジ
2013年4月15日に配信開始した完全無料のiOS・Androidアプリ。通称「パズチャレ」。4月29日の「パズドラ ファン感謝祭2013」で行われた「第1回パズドラジャパンカップ」で用いられた、パーティーを固定したタイムアタックがプレイできる。
2013年11月28日から2週間再配信され、ファミ通Appコラボモンスターのギャンブルメイジを主軸としたパーティー編成の「ファミ通コラボ」と操作時間延長の覚醒スキルとコンボ数リーダーを主軸にしたパーティー編成の「AppBankコラボ」が追加された。その後常時配信となり、不定期にダンジョンが追加されている。
2019年7月31日にAndroid版が配信終了となった。
パズドラZ

2013年12月12日発売のニンテンドー3DS用ソフトで、初のコンシューマ向けタイトル。『パズドラ』と異なり追加課金コンテンツは非実装であり、町やダンジョンの探索など本格的なRPG要素が盛り込まれている。
パズドラ バトルトーナメント

初のアーケード用タイトル。スクウェア・エニックスとガンホーの共同開発。
2014年4月24日に『パズドラ バトルトーナメント -ラズール王国とマドロミドラゴン-』のタイトルで稼働開始。同年11月26日にメジャーアップデートが行われ、『パズドラ バトルトーナメント -チャンピオンズ オブ ラズール-』へとリニューアルされた。2016年9月30日をもってオンラインサービスを終了した。
パズドラZ テイマーバトル

『パズドラZ』のアーケード版。
パズル&ドラゴンズ スーパーマリオブラザーズ エディション

2015年4月29日発売のニンテンドー3DS用ソフト。任天堂のマリオシリーズとのコラボレーションで、マリオを初めとした同作のキャラクター達をメインにしている。日本での発売元はガンホー・オンライン・エンターテイメントが担当。
日本では最初の2週間（2015年4月29日〜5月10日）で22.8万本を販売し、2013年発売の『パズドラZ』には及ばないものの順調なスタートを切った。大型連休での発売と相まって、家電量販店では家族連れを中心に幅広い層から人気を集めた。
日本国外では任天堂から2015年5月に、本作と『パズドラZ』が同時収録された "Puzzle & Dragons Z + Super Mario Bros. Edition" として発売された。
パズドラバトル

2016年3月17日配信開始されたパズドラシリーズの派生タイトルである対戦ゲーム・位置情報ゲーム。旧名称は「パズドラレーダー」。
パズドラクロス

2016年7月28日発売。パズドラシリーズのコンシューマ向けタイトル第2弾で、「神の章」「龍の章」の2バージョンで発売。『パズドラZ』と同じく追加課金コンテンツは非実装であるが、アニメ放送に伴いゲームソフトと同時発売された関連玩具との連動機能を実装している。
『月刊コロコロコミック』とタイアップし、同誌連載の漫画版やテレビアニメなどクロスメディアで展開されている。
パズル&ドラゴンズ ストーリー
2023年12月5日サービス開始。シリーズ初のApple Arcade専用タイトル。
パズル&ドラゴンズ ゼロ
2025年5月29日サービス開始。ガチャ系システムが廃止されており、ユニット入手は素材収集により行われる。

## テレビアニメ
TVアニメ『パズドラ』

2018年4月2日よりテレビ東京系列で放送中。eスポーツを題材にしており、キャラクター原案を『パズドラZ』『パズドラクロス』の漫画版を手掛けた漫画家の井上桃太が担当している。また、『月刊コロコロコミック』連載の漫画版やホビーといったクロスメディア展開もされている。

## 漫画
『パズドラま!』『ぜろどらま!』
ROBIN（一柳宏之）と椎原かっぱ（旧称：椎原でぃせあ）による漫画作品。

## 関連番組
テレビでもパズドラ! 〜eスポーツ頂上決戦〜
2021年1月11日（10日深夜）「テレビでもパズドラ! 〜eスポーツ頂上決戦 パズドラ部門〜」
2021年12月26日（25日深夜）「テレビでもパズドラ! 〜聖夜のeスポーツ頂上決戦 パズドラ部門〜」
2022年12月25日（24日深夜）「テレビでもパズドラ! 〜プロアマ大激突!eスポーツ頂上決戦〜」
テレビ朝日系列で放送。「パズル＆ドラゴンズ」の全国No.1を決める大会「全国都道府県対抗eスポーツ選手権」の様子を放送する。司会は山里亮太（南海キャンディーズ）。常連ゲストに岩井勇気（ハライチ）。

## CM
出演者
- 嵐（2015年・2017年・2020年）
  - 二宮和也（2021年）
- ペンタトニックス（2016年）
- 中島健・鈴原ゆりあ（2017年）※パズドラレーダーと併用
- 南野陽子（2021年）※二宮と共演

## 歴史
- 2012年
  - 2月20日 - iOS版配信開始。170円の有料ダウンロードのところ2月29日まで無料キャンペーンという形態でリリースされた[106]が、無料キャンペーンを延長したあと、有料ダウンロードにならないまま無料アプリに移行した。
  - 3月22日 - バージョン1.3。Game Center対応など[107]。
  - 4月12-13日 - セーブデータが保存されないなど大規模な不具合が発生。メンテナンスと補償を行う[108]。この他、初期にはアクセス障害などが頻繁に発生していた。
  - 4月 - 50万ダウンロード達成[109]。
  - 4月17日 - バージョン1.4。iPad対応、モンスターのお気に入り登録、女の子系キャラの最終進化などを追加[110]。
  - 5月16日 - バージョン2.1。モンスターの+値システム、カラードラゴンの最終進化などを追加。
  - 5月25日 - ガンホーがスマホゲーム専門の開発部署「パズドラスタジオ」の設立を発表[111]。
  - 6月12日 - バージョン2.2。魔剣士の最終進化、ダンジョン潜入・モンスター売却時の確認機能などを追加[112]。
  - 6月29日 - バージョン2.3。インド神の追加、UIの改善など[113]。
  - 7月15日 - 100万ダウンロード達成[114]。
  - 8月7日 - バージョン3.0。テクニカルダンジョンと新モンスターを追加[115]。
  - 8月22日 - CEDEC AWARDS 2012 ゲームデザイン部門最優秀賞を受賞[116]。
  - 9月10日 - バージョン4.0。究極進化を実装。ゴーレムの最終進化、精霊族などを追加[117]。
  - 9月18日 - Android版リリース。
  - 10月5日 - バージョン4.2。西洋神の究極進化、北欧神などを追加[118]。
  - 10月15日 - テレビCM放映開始[119]。以後、ダウンロード数の増加が加速する。
  - 10月中旬 - 200万ダウンロード達成[120]。
  - 11月6日 - バージョン4.3。伝説龍の究極進化、友情ガチャの10連続機能を追加[121]。
  - 11月上旬 - 300万ダウンロード達成[122]。
  - 11月21日 - Android版の端末によるインストール制限が解除される[22]。
  - 12月中旬 - 500万ダウンロード達成[123]。
  - 12月14日 - バージョン4.4。御三家系ドラゴンの究極進化、エジプト神、チーム編成の複数保存機能などを追加[124]。
- 2013年
  - 1月11日 - Kindle Fire版が配信開始[24]。
  - 1月14日 - 祝日と首都圏の大雪が重なり、アクセス集中による大規模な障害が発生[125]。
  - 2月13日 - バージョン5.0。戦国シリーズ、新西洋の神、魔法石の初回購入時の年齢確認などを追加[126]。
  - 3月9日 - 1000万ダウンロード達成[127]。
  - 3月15日 - 公式グッズ通販サイト「パズドラ屋」がオープン。
  - 3月19日 - バージョン5.1。天使/悪魔シリーズ、北欧神の究極進化、悪魔タイプを追加。サブタイプ、Android版のデータ移行機能、サポート用の秘密のコードを実装[44]。
  - 4月3日 - 初のオリジナルサウンドトラック「イトケン・リミテッド」がiTunes Storeで配信開始（CDは29日発売）。
  - 4月29日 - オフラインイベント「パズドラ ファン感謝祭2013」が開催[128]。
  - 5月23日 - バージョン5.2。iPhone 5やAndroid端末の9:16の画面サイズに対応。未成年ユーザーの課金に月ごとの上限額を設定。iOS 4.1・4.2の対応を終了。
  - 7月17日 - バージョン5.4。iOS版のインターフェイスを変更。iOSの対応バージョンが5.0以降になる[129]。
  - 9月13日 - バージョン6.0。能力覚醒システムを実装し、Android・Kindle Fire版のインターフェイスをiOS版と同一のものに変更[130]。
  - 10月14日 - 2000万ダウンロード達成[131]。
- 2014年
  - 7月29日 - バージョン7.0。パズドラWを追加。それに伴いタイトル画面のデザインを変更[132]。
  - 8月15日 - 国内3000万ダウンロード達成[133]。
  - 9月8日 - 一部スペシャルダンジョン（降臨ダンジョンを含む）がノーマルダンジョン・テクニカルダンジョンに常設される[134]。
  - 9月17日 - バージョン7.2。スタミナ1あたりの回復時間を10分から5分に短縮。一部ダンジョンがコインで購入可能になる[135]。
  - 12月 - アップル主催の「Apps for (RED)」プロジェクトに参加[136]。
- 2015年
  - 1月29日 - バージョン7.6より、iOSの対応バージョンを6.0以上に、Androidの対応バージョンを4.0以上に変更[137]。
  - 2月23日 - バージョン7.7。「進化合成」コマンドを「進化/究極進化」に改称し、同コマンドから究極進化を行えるようになる。親友選択が可能になる[42]。
  - 7月16日 - バージョン8.1。潜在覚醒システム、モンスターポイント、モンスター購入システムを実装[138]。
  - 8月20日 - バージョン8.2。ランキングダンジョン実装。ランク150以上で挑戦可能[139]。
  - 10月29日 - バージョン8.4.1。iOS版にて協力プレイダンジョンα追加[140][注釈 2]。Kindle Fire版の推奨端末を変更。
  - 12月21日 - バージョン8.6.1。協力プレイダンジョンの正式版を実装。潜在覚醒スキルの種類を追加[141]。
- 2016年
  - 1月12日 - スタミナ1あたりの回復時間を5分から3分に短縮[142]。
  - 1月26日 - 国内4000万ダウンロード達成[143]。
  - 3月16日 - バージョン9.0。スキル継承システムを実装。翌17日リリースのパズドラレーダーとの連動に対応[144]。
  - 7月6日 - バージョン9.3。協力プレイに連戦機能を追加。また、同日以降ゲーム内メールに受取期限（365日）が設定される[145]。
  - 7月13日 - バージョン9.3.1。クエスト、覚醒バッジを実装[146]。
  - 8月19日 - バージョン9.4.1。クエストの内容を追加、チームコスト、モンスターBOXの初期数が変更。モンスターBOXについては最大数も変更[147]。
  - 9月15日 - バージョン9.5。クエストの内容を追加、覚醒バッジの追加。潜在覚醒の枠を増やすことができるようになる。一部BGMの変更有り[148]。
  - 12月14日 - バージョン9.6。スキル継承システムが「アシスト」システムに改称してリニューアル。潜在覚醒スキルの種類を追加[149]。
- 2017年
  - 2月16日 - バージョン10.0。タイトル画面のデザインを変更、コンボスキップ機能を追加[150]。
  - 3月22日 - バージョン11.0。iOS版先行で、協力プレイに3人で協力プレイができる「3人でワイワイ」モードを追加。従来の2人による協力プレイは「2人でガッツリ」となる（Android・Kindle Fire版は、4月5日リリースのバージョン11.0.2より対応）。モンスターBOXに「BOX整理」機能を実装。モンスターポイントの所持上限を99万9999から999万9999に変更[151][152]。
  - 4月27日 - バージョン11.1。iOSの対応バージョンを7.0以上に変更[153]。
  - 7月12日 - バージョン12.0。フレンドとモンスターを交換できるトレード機能を追加。同時に一部モンスターの売却モンスターポイントを調整[154]。
  - 7月19日 - レアガチャから入手できるモンスターについて誤認させる表示があったとして、消費者庁より景品表示法違反（優良誤認）で措置命令を受ける（後述参照）。
  - 8月24日 - 公式Instagramアカウントを開設[155]。
  - 9月21日 - バージョン12.2。アシスト進化を実装。ゲーム内メールの受取期限を同日以降受信分より60日に変更。ゲリラダンジョンの出現時間が確認可能になる[156]。
  - 10月19日 - バージョン12.3.1。レベル限界突破システムを実装[157]。
  - 11月21日 - バージョン12.4。「パワーアップ合成」コマンドからの究極進化や究極退化ができなくなる（進化/究極進化コマンドに統一）[158]。
  - 12月13日 - バージョン12.5。超覚醒システムを実装[159]。
- 2018年
  - 1月18日 - バージョン12.6。App Store審査ガイドライン改定に伴い、レアガチャにおけるモンスターごとの的中確率が表示されるようになる[160][161]。
  - 2月15日 - バージョン13.0。ドロップ基本操作時間を4秒から5秒に変更。潜在覚醒の初期設定可能枠を5枠から6枠に変更し、潜在拡張たまドラによる枠拡張システムを廃止[162]。
  - 3月22日 - バージョン14.0。モンスター交換所、モンスター育成機能を実装[163]。
  - 4月19日 - バージョン14.1。進化用モンスターがまとめて所持（スタック）されるようになる。友情ポイント所持上限を25000から50000へ変更[164]。
  - 5月25日 - バージョン15.0。協力プレイ時に強制的にコンボスキップがONになる[165]。
  - 5月28日 - 「+ポイント」システム、「モンスター強化」コマンドを実装。能力覚醒用モンスターをスタック化。一部モンスターの進化素材を「希石」に変更[166]。
  - 9月20日 - バージョン15.3。iOSの対応バージョンが10.0以降、Androidの対応バージョンが4.4以降になる。SNS連携、プレイ履歴機能を追加[167]。
  - 10月30日 - バージョン16.0。アプリアイコンのデザインを変更、ダンジョン画面・チーム編成画面をリニューアル。自分が所持するモンスターを助っ人として使用可能になる。コインダンジョンおよびチャレンジモードを廃止[168]。
  - 11月2日 - 国内5000万ダウンロード達成[169]。
  - 11月29日 - バージョン16.1。一部の強化合成用モンスターをスタック化[170]。
- 2019年
  - 2月14日 - バージョン16.3。ランキングダンジョンの解放ランクを120から90に変更[171]。
  - 5月23日 - バージョン17.2。アシスト進化させたモンスターが退化可能になる[172]。
  - 9月25日 - バージョン18.0。ストーリーダンジョンを実装[173]。
  - 12月5日 - バージョン18.1。月額有料サービス「パズドラパス」追加[174]。
- 2020年
  - 7月6日 - バージョン18.4。パズドラWが終了（モード削除）。iPadにて全画面表示に対応[49]。
- 2021年
  - 2月22日 - バージョン19.0。レベル超限界突破システム、および進化状態のモンスターを未進化状態に戻す「完全退化」機能を実装[175]。
  - 11月4日 - バージョン19.7。広告の動画を視聴で4回ガチャ、スタミナ回復、モンスターBOXの1枠拡張ができる機能を実装[176]。
- 2022年　
  - 2月17日 - バージョン19.9。メールの報酬の一括受け取りシステム、リーダースキルでの絞り込みができる機能、モンスター購入で一気に最大30体まで購入できる機能を実装。友情ポイントの所持上限が50,000から500,000になる[177]。
  - 7月14日 - バージョン20.1。ダンジョンのBGM変更機能を実装。App Store Reviewガイドライン改定への対応により、アカウント削除機能を追加[178]。
  - 8月25日 - auゲーム版がサービス終了[179]。
  - 10月12日 - バージョン20.3。チュートリアルスキップ機能を追加、一部を除く進化用・能力覚醒用・強化合成用・売却用モンスターがモンスターBOXの所持数カウントから除外される[180]。
  - 12月16日 - バージョン20.4。最大強化機能、経験値ストック機能を追加[181]。
- 2023年
  - 2月16日 - バージョン20.5。第3属性を追加[182]。
  - 8月14日 - 14:00をもってFireタブレット版がサービス終了[25]。
  - 11月16日 - バージョン21.1.1。新たな進化形態である試練進化を実装[183]。
- 2024年
  - 12月19日 - バージョン21.9。シンクロたまドラ実装、ショップに「ダンジョンショップ」実装、新たな覚醒バッジ「タイプ強化」実装、ガチャラインナップ画面を調整
- 2025年

## 主な事件
- 2016年6月15日、パズドラのゲームデータを改竄するチートツール（不正プログラム）を作成し公開していたとして、製作者1人が著作権法違反容疑で逮捕された。また同日、別のチートツールを使用していた4人が偽計業務妨害容疑で書類送検されている[184][185]。
- 2016年11月10日、上記6月15日に書類送検された4人が使用していたチートツールの製作者3人が、組織犯罪処罰法違反（偽計業務妨害）容疑で逮捕された[186][187]。
- 2017年7月19日、レアガチャから入手できるモンスターについて誤認させる表示があったとして、消費者庁より景品表示法違反（優良誤認）で措置命令を受けた[188][189]。問題とされたのは、2016年11月に実装された「魔法石10個!フェス限ヒロインガチャ」にて排出されるモンスターの進化に関する表示で、同シリーズ実装と同時期に、全モンスターが翌年2月に「進化」する旨を運営サイト上で告知していた[190]。その後プロデューサーの山本大介は、2016年11月と12月にニコニコ生放送・YouTubeライブ上で放送された「パズドラ生放送」において、フェス限ヒロインシリーズのモンスターが「全員究極進化する」という旨の発言をしていたほか、2017年2月19-20日放送の「パズドラ5周年記念生放送」では、「2月〜3月 モンスター55体究極進化決定!!」と書かれたスライドを表示した上で、その中にフェス限ヒロインシリーズも含まれることを発表しており、運営サイトとプロデューサーとの間で発表内容の相違がみられた[注釈 3]。
同年2月13-26日に2度目のフェス限ヒロインガチャが実施され、2月20日に、排出される全13体のモンスターに進化形態が実装された。しかし、当初究極進化として実装されたのは2体のみで、残りの11体は通常の進化であった。このことが、ユーザーに著しく優良であると誤認させるものであると判断された[191][188][189]。その後同年3月に、通常進化として実装されたモンスターはすべて究極進化するように変更され、既に進化を行ったユーザーに対してはお詫びダンジョンが配信された[192][193]。消費者庁の命令に対してガンホーは、「今後管理体制やチェックを強化していく」としている。
2018年3月28日、上記の宣伝に対し合理的な根拠を提出できなかったため、消費者庁より課徴金5020万円の納付を命じられた[194][195]。